# Mor Hulda

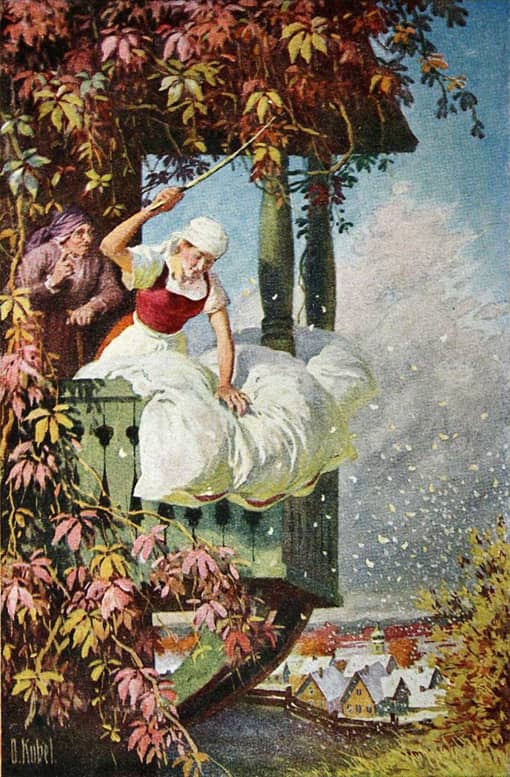
Illustration av Otto Kubel

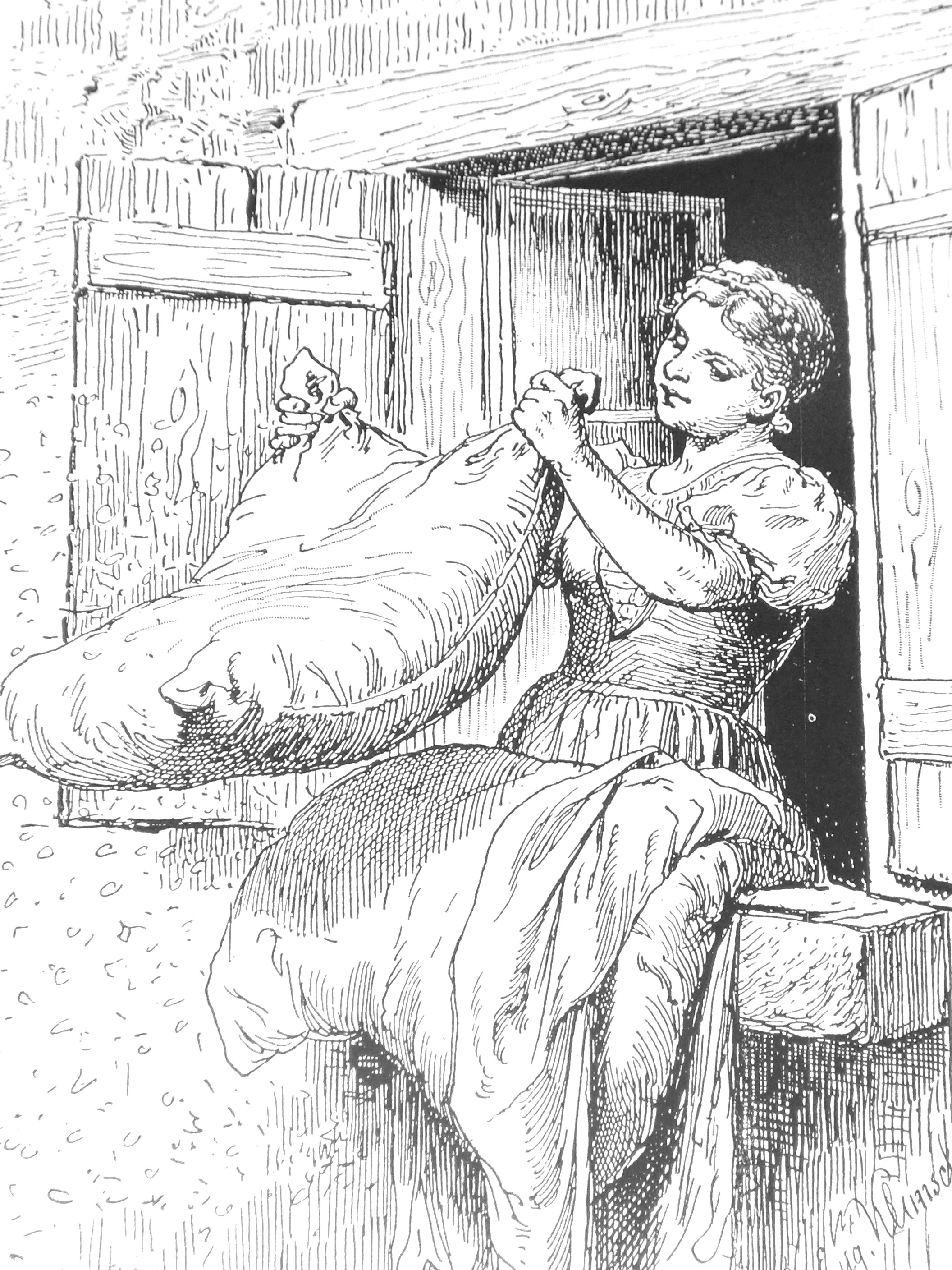

Mor Hulda (tyska: Frau Holle, "Fru Holle") är i tysk folktro namnet på en kvinnlig vätte.
Särskilt i Mellantyskland har tron varit starkt utbredd, och i många äventyr uppträder mor Hulda som den goda, hjälpsamma fen, som på många sätt ingriper i det dagliga livets förhållanden; hon ger jorden fruktbarhet och förefaller i flera fall att ha fått drag av Marialegendernas egenheter. Men från de övernaturliga väsen, huldrorna, från vilka gestalten mytologiskt och språkligt härstammar, har hon även ärvt vissa kusliga drag, genom att hon görs till härskarinna över de dödas själar. På många platser i Tyskland har förekommit en form av kult av henne, särskilt vid Meissner vid Kassel.
Sagan om mor Hulda, även kallad Fru Holle är i Sverige huvudsakligen känd från Bröderna Grimms samlingar. Redan 1697 ingick emellertid en liknande berättelse i Charles Perraults Gåsmors sagor som Les fées (Féen eller Féerna).

## Sagan enligt bröderna Grimm
En flicka behandlas orättvist av sin styvmor som istället föredrar sin egen men lata dotter. En dag tvingar styvmodern flickan att hoppa i en brunn efter en spole (alternativt slända) som hon av misstag tappat. Genom brunnen kommer flickan till en äng med solsken och blommor i mängd (alternativt till en värld ovanpå moln). Där utsätts flickan för en rad prövningar, hon ska till exempel tömma en ugn som är fylld med färdiggräddat bröd och hon ska skaka ett träd som är tungt av mogna äpplen. Flickan utför uppgifterna direkt. Sedan når hon fram till mor Hulda där hon får uppgiften att skaka sängkläderna. Partiklarna som skakas ur faller till jorden som snö. Efter en tid är mor Hulda nöjd och flickan belönas med regn av guld.
Flickans lata styvsyster är nu avundsjuk och när hon får veta hur flickan kom till guldet hoppar hon likaså i brunnen. Den bekväma systern vägrar däremot alla uppgifter och bestraffas till slut med ett regn av beck.

## Sagan enligt Charles Perrault
En änka har två döttrar. Den äldsta är som sin mor högmodig medan den yngsta brås på sin avlidne far och är dessutom vacker. Den yngsta måste två gånger om dagen gå till brunnen för att hämta vatten. En dag ber en fattig kvinna att få dricka varpå den yngre låter henne dricka ur krukan. Gumman är en förklädd fé som ger dottern gåvan att för varje ord hon talar faller antingen en blomma eller en ädelsten ur munnen. När änkan skickar sin äldsta dotter till brunnen får fén dricka direkt ur brunnen och ger sedan flickan gåvan att för varje ord hon talar kommer det en orm eller groda ur munnen på henne. När modern försöker slå den yngsta dottern flyr hon till skogs och möter en prins som hon gifter sig med. 
Modern jagar sedan bort den äldsta systern, som går under i en ödemark. 

## Bearbetningar
Den slovakiske regissören Juraj Jakubisko använde bröderna Grimms saga som förlaga till sin film Perinbaba från 1985, med Giulietta Masina i rollen som mor Hulda.

Frimärken från Berlin, 1967
Den hjälpsamma flickan arbetar vid spinnrocken.
Mor Hulda skakar sängkläder; snö faller ner.
Den hjälpsamma flickan belönas med guld.
Den lata systern bestraffas med beck.